# 多円錐図法
多円錐図法（たえんすいずほう）は、地図投影法の一つ。多数の円錐を用いて投影し、合成させたものである。それに対し1つの円錐で投影したものを単円錐図法という。赤道が直線である以外は、緯線は円の一部として描かれる。経線は中央経線が赤道に直交する直線である以外は曲線となるから、擬円錐図法に部類される。
多円錐図法に部類される図法には、正規多円錐図法（本稿）、直交多円錐図法、変更多円錐図法などがある。
国土地理院の地形図は、ユニバーサル横メルカトル図法が採用される前は、この図法に従って投影されていた。

## 正規多円錐図法

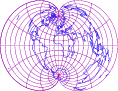
正規多円錐図法

正規多円錐図法は1820年に、スイス生まれのアメリカ合衆国の測量家、ファーディナンド・ルドルフ・ハスラーによって考案された。中央経線上で距離が正しくなるように緯線との交点をとり、赤道を中央経線と直角に交わる直線で表し、他の緯線は中心を中央経線の延長に置き赤道から離れる半径 Rcot φ（Rは地球半径、φは緯度）の円の弧で表し、さらに全ての緯線上での長さが等しくなるように経線を結んだものである。中央経線付近ではひずみは小さいが東西に離れるにしたがってひずみは大きくなる。